# Prvić (Krk)

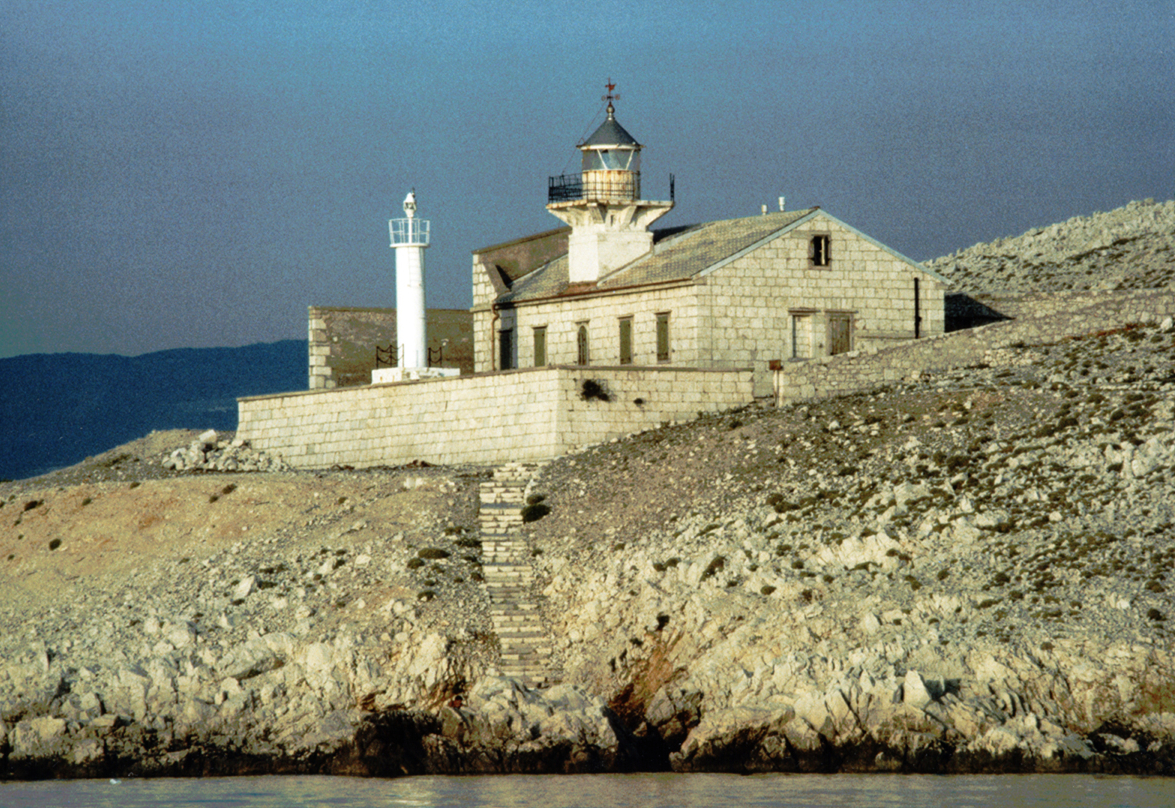
Latarnia morska Stražica w 1990 roku

Prvić (czak. Parvić, wł. Pervicchio) – bezludna wyspa na Morzu Adriatyckim, w Chorwacji w żupanii primorsko-gorskiej.
Jest położona na południowy wschód od wyspy Krk, pomiędzy Kanałem Welebickim a Kvarnericiem, częścią zatoki Kvarner. Sąsiaduje także z wyspami Sveti Grgur i Goli otok. Rozciąga się w kierunku północno-zachodnim-południowym, mając długość 7,8 km i szerokość do 2,6 km. Najwyższy szczyt wyspy to Straža (357 m). Większość wybrzeża jest stroma i niedostępna.